# Ayo Ayo
Ayo Ayo è un comune (municipio in spagnolo) della Bolivia nella provincia di Aroma (dipartimento di La Paz) con 7.406 abitanti (dato 2010).

## Cantoni
Il comune è suddiviso in 5 cantoni (popolazione 2001):
- Ayo Ayo - 3.315 abitanti
- Collana Tolar - 1.344 abitanti
- Santa Rosa de Lima - 1.122 abitanti
- Tupac Katari - 223 abitanti
- Villa Carmen - 977 abitanti